# Microcystis
Microcystis — рід прісноводних ціанобактерій. Багато представників роду Microcystis можуть продукувати нейротоксини і гепатотоксини, такі як мікроцистини і ціанопептоліни. Екосистеми часто включають ізолятів, що продукують токсини, і що не продукують.

## Етимологія
Назва Microcystis походить від грецьких слів mikros (маленький) + kystis (міхур)

## Фізична характеристика

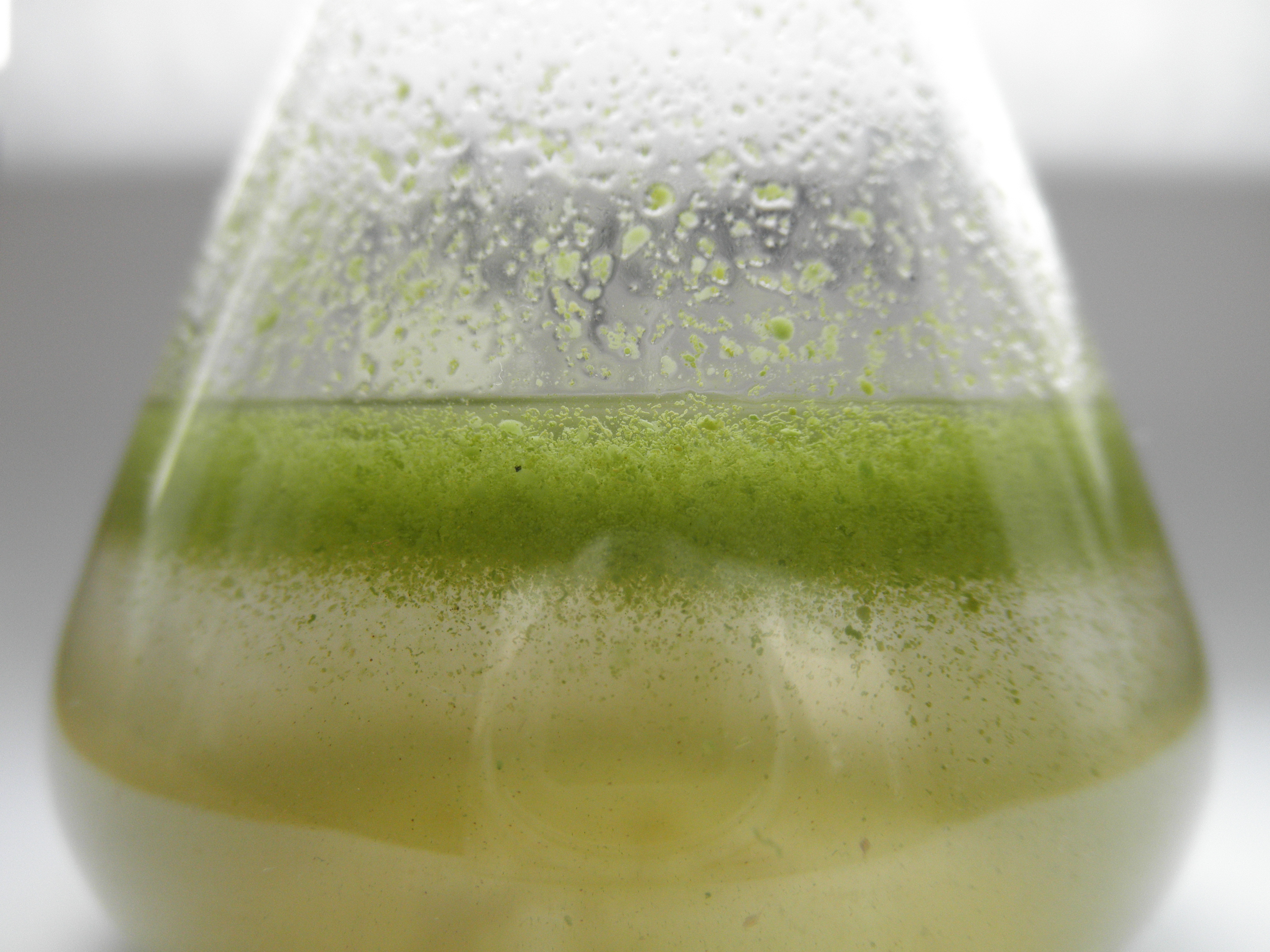
Колонії Microcystis плавають у колбі Ерленмеєра

Як випливає з етимології, Microcystis мають маленькі клітини (декілька мікрометрів у діаметрі), які містять везикули, наповнені газом (також відсутні окремі оболонки). Клітини зазвичай організовані в колонії (скупчення яких видно неозброєним оком), які спочатку мають сферичну форму, втрачаючи когерентність, з часом стають перфорованими або неправильної форми. Ці колонії пов'язані густим слизом, що складається зі складних полісахаридних сполук, які в свою чергу складаються з моносахаридів, таких як ксилоза, маноза, глюкоза, фукоза, галактоза і рамноза.

## Екологія

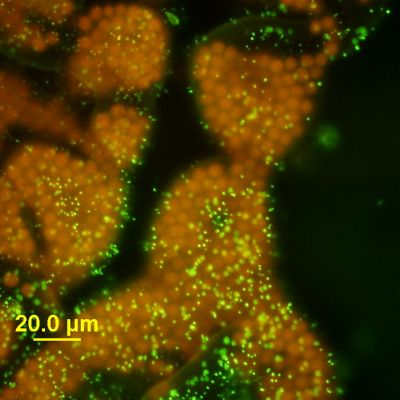
Колонія Microcystis wesenbergii під епіфлуоресцентним мікроскопом із зеленим підсвічуванням ДНК за допомогою SYTOX Green

У Північній Америці цвітіння Microcystis спричинило проблеми в багатьох прісноводних системах протягом останніх 20 років. Серед таких систем великі озера (Ері, Окічобі) і невеликі регіональні водні маси. У 2014 році виявлення токсину мікроцистину в очищеній воді міста Толідо (штат Огайо) призвело до припинення водопостачання понад 400 000 жителів. Прорив токсину в системі був пов'язаний із присутністю вірусу, який лізував клітини і вивільняв із них токсин.

## Ризики для здоров'я
Ціанобактерії можуть виробляти нейротоксини і гепатотоксини, такі як мікроцистини і ціанопептоліни. Також повідомлялося, що Microcystis виробляли сполуку (або сполуки), які могли справляти порушення ендокринної системи.

## Види
Види Microcystis включають у себе:
- Microcystis aeruginosa
- Microcystis argentea
- Microcystis botrys
- Microcystis elongata
- Microcystis flos-aquae
- Microcystis holsatica
- Microcystis lutescens
- Microcystis marina
- Microcystis pallida
- Microcystis panniformis
- Microcystis salina
- Microcystis thermalis
- Microcystis viridis
- Microcystis wesenbergii